# Tesis Air Cargo
La Tesis Air Cargo conosciuta anche come Tesis Aviation Enterprise (in russo: ТЕСИС авиапредприятие) era una compagnia aerea cargo russa fondata nel 1992 a Irkutsk, Russia.

## Storia
- Novembre 1992 - primo volo charter Irkutsk - Tyandzin(Cina) - Irkutsk della Tesis Aviation Enterprise.
- 1992 - 1994 - attività della compagnia aerea charter e cargo.
- 1995 - registrazione del codice ICAO: TIS
- 1996 - la compagnia aerea diventa il vettore cargo internazionale sottoscrivendo un accordo con il Governo di Kazakhstan e con il leasing di 4 aerei Ilyushin Il-76TD
- Aprile 1996 - registrazione del codice IATA: UZ
- Maggio 1996 - entrata nella SITA
- Marzo 1998 - registrazione del codice numerico IATA: 246
- Novembre 1998 -  accordo con la Cina e l'inizio dei voli cargo di liniea tra Irkutsk e la Cina.
- 1999 - 2000 - attività dei voli charter verso l'Egitto e Cipro
- 2000 - inizio dei voli charter verso la Corea del Sud, la Cina e la Turchia
- 2001 - registrazione all'ONU come il vettore cargo ufficiale no.15564, la registrazione con il vettore cargo del Governo russo per il trasporto dei prodotti militari, radioattivi e pericolosi.
- 2002 - vincitore del Premio Le Ali della Russia - 2001 con il miglior vettore cargo russo.
- 2003 - vincitore del Premio Le Ali della Russia - 2002 con il miglior vettore cargo russo.
- 2004 - alcuni piloti della compagnia aerea ricevono le medaglie del Presidente della Russia per il lavoro professionale nelle condizioni estremi.
- 17 ottobre 2008 - la compagnia aerea ha sospeso le operazioni in seguito alla bancarotta e alla crisi economica mondiale.

## Strategia
La Tesis Air Cagro era una compagnia aerea cargo russa che effettuava il trasporto con la flotta composta da 2 aerei Ilyushin Il-76TD e 2 Boeing 747-200F. La Tesis Air Cargo si basava all'aeroporto di Mosca-Šeremet'evo-SVO, in Russia europea. La compagnia aerea effettuava i voli cargo in più di 40 paesi del mondo. Gli aerei della Tesis erano stati attrezzati con i sistemi TCAS, GPS, EGPWS

## Flotta storica
- Antonov An-12B
- Boeing 747-200F (5 ordinati)
- Ilyushin Il-76TD
- Tupolev Tu-154